# Episodi di Spidey e i suoi fantastici amici
Gli episodi di Spidey e i suoi fantastici amici sono stati trasmessi dal 6 agosto 2021 su Disney Junior. In Italia viene inserita su Disney+ dal 6 ottobre 2021 e in TV dal 29 agosto 2022 su Rai Yoyo.

## Prima stagione
| N° | Titolo originale                     | Titolo italiano                      | Prima TV originale | Prima TV Italia  |
| -- | ------------------------------------ | ------------------------------------ | ------------------ | ---------------- |
| 1  | Spidey to the Power of Three         | Spidey, potere al cubo               | 6 agosto 2021      | 21 luglio 2021   |
| 1  | Panther Patience                     | La pazienza di Pantera               | 6 agosto 2021      | 21 luglio 2021   |
| 2  | Superhero Hiccups                    | Singhiozzi da supereroe              | 6 agosto 2021      | 21 luglio 2021   |
| 2  | Lost and Found                       | Perduto e trovato                    | 6 agosto 2021      | 21 luglio 2021   |
| 3  | Doc Ock's Super Octopus              | La Super Piovra di Doc Ock           | 13 agosto 2021     | 6 ottobre 2021   |
| 3  | Attack of the Green Giggles          | L'attacco delle risate verdi         | 13 agosto 2021     | 6 ottobre 2021   |
| 4  | Bug in the System                    | Un bug nel sistema                   | 20 agosto 2021     | 6 ottobre 2021   |
| 4  | Test Your Super Strength             | Metti alla prova la tua forza        | 20 agosto 2021     | 6 ottobre 2021   |
| 5  | Pecking Prankster Pigeons            | I piccioni radiocomandati            | 27 agosto 2021     | 6 ottobre 2021   |
| 5  | Green Thumb                          | Pollice verde                        | 27 agosto 2021     | 6 ottobre 2021   |
| 6  | Mother's Day Mayhem                  | Una folle festa della mamma          | 3 settembre 2021   | 6 ottobre 2021   |
| 6  | Not-So-Fun House                     | Il parco del non-divertimento        | 3 settembre 2021   | 6 ottobre 2021   |
| 7  | Camping Conundrum                    | Campeggio a rischio                  | 10 settembre 2021  | 15 dicembre 2021 |
| 7  | The Great Green Crime Spree          | Il crimine è verde                   | 10 settembre 2021  | 15 dicembre 2021 |
| 8  | Rocket Rhino!                        | Rhino Razzo                          | 1º ottobre 2021    | 15 dicembre 2021 |
| 8  | Trick or TRACE-E                     | O la borsa o la TRACE-E              | 1º ottobre 2021    | 15 dicembre 2021 |
| 9  | Gob-zilla                            | Gob-zilla                            | 8 ottobre 2021     | 15 dicembre 2021 |
| 9  | Speedy Spidey Delivery               | Spidey, fattorino superveloce        | 8 ottobre 2021     | 15 dicembre 2021 |
| 10 | Good Guy Gobby                       | Gobby il buono                       | 22 ottobre 2021    | 15 dicembre 2021 |
| 10 | Spider Monkey                        | Scimmia ragno                        | 22 ottobre 2021    | 15 dicembre 2021 |
| 11 | CAT-astrophe                         | GATT-astrofe                         | 12 novembre 2021   | 15 dicembre 2021 |
| 11 | Swing With a Stomp                   | A colpi di ritmo                     | 12 novembre 2021   | 15 dicembre 2021 |
| 12 | A Very Spidey Christmas              | Il natale di Spidey                  | 27 novembre 2021   |                  |
| 12 | Gobby on Ice                         | Gobby sul ghiaccio                   | 27 novembre 2021   |                  |
| 13 | Going Green                          | Pensa verde                          | 3 dicembre 2021    | 16 marzo 2022    |
| 13 | Coming Clean                         | L'aspiratutto                        | 3 dicembre 2021    | 16 marzo 2022    |
| 14 | Web Beard's Treasure                 | Il tesoro di Barba-Ragno             | 10 dicembre 2021   | 16 marzo 2022    |
| 14 | Washed Away                          | Spazzati via                         | 10 dicembre 2021   | 16 marzo 2022    |
| 15 | Spin Rushes In                       | Spin il frettoloso                   | 7 gennaio 2022     | 16 marzo 2022    |
| 15 | Bridge Bandit                        | I banditi del ponte                  | 7 gennaio 2022     | 16 marzo 2022    |
| 16 | Art Attack!                          | Attacco d'arte                       | 28 gennaio 2022    | 16 marzo 2022    |
| 16 | Puppy Pandemonium                    | Pandemonio cucciola                  | 28 gennaio 2022    | 16 marzo 2022    |
| 17 | Goblin Island                        | L'isola di Goblin                    | 18 febbraio 2022   | 16 marzo 2022    |
| 17 | Doc Ock and the Shocktobots          | Doc Ock e gli Shocktobot             | 18 febbraio 2022   | 16 marzo 2022    |
| 18 | Peter's Pendant Predicament          | Peter e il dilemma del ciondolo      | 25 febbraio 2022   | 20 aprile 2022   |
| 18 | TWIST-E                              |                                      | 25 febbraio 2022   | 20 aprile 2022   |
| 19 | Itsy Bitsy Spiders                   | Ragni piccini picciò                 | 11 marzo 2022      | 20 aprile 2022   |
| 19 | Gobby's Rotten Pumpkin Hunt          | La caccia alle zucche marce di Gobby | 11 marzo 2022      | 20 aprile 2022   |
| 20 | The Wozzlesnook                      | The Wozzlesnook                      | 18 marzo 2022      | 20 aprile 2022   |
| 20 | Superhero Switcheroo                 | Scambio tra supereroi                | 18 marzo 2022      | 20 aprile 2022   |
| 21 | Aunt May's Mess                      | Il caos provocato dalla Zia May      | 25 marzo 2022      | 20 aprile 2022   |
| 21 | Foam Sweet Foam                      | Schiuma dolce schiuma                | 25 marzo 2022      | 20 aprile 2022   |
| 22 | Freeze! It's Team Spidey             | Fermo! Questa è la Squadra Spidey    | 15 aprile 2022     | 13 luglio 2022   |
| 22 | A Sticky Situation                   | Una faccenda appiccicosa             | 15 aprile 2022     | 13 luglio 2022   |
| 23 | Rhinoctopus                          | Rhinoctopus                          | 6 maggio 2022      | 13 luglio 2022   |
| 23 | A Pumpkin Problem                    | Un problema di zucca                 | 6 maggio 2022      | 13 luglio 2022   |
| 24 | Catch and Release                    | Cattura e rilascia                   | 17 giugno 2022     | 13 luglio 2022   |
| 24 | Construction Destruction             | Costruzione distruzione              | 17 giugno 2022     | 13 luglio 2022   |
| 25 | Parade Panic                         | Panico alla parata                   | 7 luglio 2022      | 13 luglio 2022   |
| 25 | The Case of the Burgling Book Bandit | Il caso del ladro di libri           | 7 luglio 2022      | 13 luglio 2022   |

## Seconda stagione:Glow Webs Glow/Web-Spinners
| N° | Titolo originale                   | Titolo italiano                        | Prima TV originale | Prima TV Italia |
| -- | ---------------------------------- | -------------------------------------- | ------------------ | --------------- |
| 1  | Electro's Gotta Glow               | Electro deve brillare                  | 19 agosto 2022     | 9 novembre 2022 |
| 1  | Black Cat Chaos                    | Caos di nome Black Cat                 | 19 agosto 2022     | 9 novembre 2022 |
| 2  | Lights Out!                        | Luci spente                            | 26 agosto 2022     | 9 novembre 2022 |
| 2  | Sandman Won't Share!               | Sandman non vuole condividere          | 26 agosto 2022     | 9 novembre 2022 |
| 3  | Bootsie's Day Out                  | La gita fuori porta di Bootsie         | 2 settembre 2022   | 9 novembre 2022 |
| 3  | Trouble at Tony's                  | Problemi a casa di Tony                | 2 settembre 2022   | 9 novembre 2022 |
| 4  | Boom Boom sonoro                   | Boom Boom sonoro                       | 16 settembre 2022  | 9 novembre 2022 |
| 4  | Mini Golf Goof                     | Il burlone del mini golf               | 16 settembre 2022  | 9 novembre 2022 |
| 5  | Li'l Hulk                          | Piccolo Hulk                           | 30 settembre 2022  | 1º marzo 2023   |
| 5  | Surprise Party Surprise            | Festa a sorpresa con sorpresa          | 30 settembre 2022  | 1º marzo 2023   |
| 6  | Can't Stop Dancing                 | Danza inarrestabile                    | 14 ottobre 2022    | 1º marzo 2023   |
| 6  | The Ant Thief                      | Il ladro formica                       | 14 ottobre 2022    | 1º marzo 2023   |
| 7  | Sand Trapped                       | La trappola di sabbia                  | 21 ottobre 2022    | 1º marzo 2023   |
| 7  | Too Much Fun                       | Troppo divertimento                    | 21 ottobre 2022    | 1º marzo 2023   |
| 8  | Halted Holiday                     | Vacanza interrotta                     | 11 novembre 2022   | 1º marzo 2023   |
| 8  | Merry Spidey Christmas             | Uno Spidey Natale                      | 11 novembre 2022   | 1º marzo 2023   |
| 9  | An Egg-Cellent Adventure           | La uovo-avventura                      | 9 dicembre 2022    | 1º marzo 2023   |
| 9  | The Hangout Headache               | Caos al quartier generale              | 9 dicembre 2022    | 1º marzo 2023   |
| 10 | Follow That Sea Monster!           | Prendete quel mostro marino            | 16 dicembre 2022   | 1º marzo 2023   |
| 10 | It's Bad to be Gooed               | La melma melmosa                       | 16 dicembre 2022   | 1º marzo 2023   |
| 11 | Liberty on the Loose               | Il Rapimento Di Lady Liberty           | 6 gennaio 2023     | 15 agosto 2023  |
| 11 | Green Goblin's Dino Disaster       | Il Dinosauro Di Green Goblin           | 6 gennaio 2023     | 15 agosto 2023  |
| 12 | Spidey Tidies Up                   | Spidey Mette In Ordine                 | 27 gennaio 2023    | 15 agosto 2023  |
| 12 | Oh No, Tomatoes!                   | Oh No, I Pomodori!                     | 27 gennaio 2023    | 15 agosto 2023  |
| 13 | Clean Power                        | Energia Pulita                         | 10 febbraio 2023   | 15 agosto 2023  |
| 13 | Doc Ock & The Rocktobots           | Doc Ock E I Rocktobots                 | 10 febbraio 2023   | 15 agosto 2023  |
| 14 | Pirate Plunder Blunder             | Il Saccheggio Dei Pirati               | 24 febbraio 2023   | 15 agosto 2023  |
| 14 | Bad Bot                            | Robot Cattivo                          | 24 febbraio 2023   | 15 agosto 2023  |
| 15 | Spin Saves the Day                 | Spin Salva La Giornata                 | 17 marzo 2023      | 15 agosto 2023  |
| 15 | Water Woes                         | Problemi Idrici                        | 17 marzo 2023      | 15 agosto 2023  |
| 16 | Tunnel Trouble                     | Problemi Nel Tunnel                    | 24 marzo 2023      | 5 luglio 2023   |
| 16 | Mystery on Goblin Island           | Mistero Sull'isola Di Goblin           | 24 marzo 2023      | 5 luglio 2023   |
| 17 | The Maltese Kitten                 | La gattina maltese                     | 14 aprile 2023     | 5 luglio 2023   |
| 17 | A Day With Black Panther           | Una giornata insieme a Black Panther   | 14 aprile 2023     | 5 luglio 2023   |
| 18 | The New Villain in Town            | Il nuovo cattivo in città              | 28 aprile 2023     | 5 luglio 2023   |
| 18 | Spidey Cat                         | La Gattina Ragno                       | 28 aprile 2023     | 5 luglio 2023   |
| 19 | A Syrupy Solution                  | Una soluzione zuccherina               | 12 maggio 2023     | 5 luglio 2023   |
| 19 | Little Ant, Big Problem            | Piccola formica, grande problema       | 12 maggio 2023     | 5 luglio 2023   |
| 20 | Ock Tower                          | Alla Ock Tower                         | 26 maggio 2023     | 5 luglio 2023   |
| 20 | Outsmarted by Art                  | Sconfitto dall'arte                    | 26 maggio 2023     | 5 luglio 2023   |
| 21 | Super Scooter                      | Super Scooter                          | 9 giugno 2023      | 4 ottobre 2023  |
| 21 | The Lost Web Shooter               | Lo spara-ragnatele smarrito            | 9 giugno 2023      | 4 ottobre 2023  |
| 22 | Catnap Caper                       | L'ora del pisolino                     | 7 luglio 2023      | 4 ottobre 2023  |
| 22 | Bunny Bonanza                      |                                        | 7 luglio 2023      | 4 ottobre 2023  |
| 23 | Dino-Rama                          | Dino-Rama                              | 11 agosto 2023     | 4 ottobre 2023  |
| 23 | Daytime at Nighttime               | Il giorno di notte                     | 11 agosto 2023     | 4 ottobre 2023  |
| 24 | Stolen WEB-Quarters                | WEB-Quarters                           | 18 agosto 2023     | 4 ottobre 2023  |
| 24 | Spideys in Space!                  | Spideys rubati nello spazio!           | 18 agosto 2023     | 4 ottobre 2023  |
| 25 | Hide & Seek                        | Giocare a nascondino                   | 25 agosto 2023     | 20 marzo 2024   |
| 25 | Whale of a Time                    | Divertimento in un baleno              | 25 agosto 2023     | 20 marzo 2024   |
| 26 | Rollin Rhino                       | Rhino a rotelle                        | 1º settembre 2023  | 20 marzo 2024   |
| 26 | The Octopus and the Kitty Cat      | La piovra e la gattina                 | 1º settembre 2023  | 20 marzo 2024   |
| 27 | Go With the Lava Flow              | Lasciati trasportare dalla lava        | 15 settembre 2023  | 20 marzo 2024   |
| 27 | An UnBEElievable Rosh Hashanah     | Un ronzante Rosh Hashanah              | 15 settembre 2023  | 20 marzo 2024   |
| 28 | Bootsie's Haunted Adventure        | L'avventura infestata di Bootsie       | 29 settembre 2023  | 20 marzo 2024   |
| 28 | Too Many Tricks, Not Enough Treats | Troppi scherzetti, pochissimi dolcetti | 29 settembre 2023  | 20 marzo 2024   |
| 29 | How to Train Your Doggy            | Come addestrare il tuo cane            | 10 novembre 2023   | 20 marzo 2024   |
| 29 | Dome Alone                         | Sotto la cupola                        | 10 novembre 2023   | 20 marzo 2024   |

## Terza stagione:Web-Spinners
| N° | Titolo originale                                  | Titolo italiano                             | Prima TV originale | Prima TV Italia   |
| -- | ------------------------------------------------- | ------------------------------------------- | ------------------ | ----------------- |
| 1  | The Friendly Neighborhood                         | L'amichevole quartiere                      | 8 gennaio 2024     | 10 aprile 2024    |
| 1  | Flight of the Butterflies                         | Il volo delle farfalle                      | 8 gennaio 2024     | 10 aprile 2024    |
| 2  | Ock's Obey Ray                                    | Il Raggio dell'Obbedienza di Ock            | 9 gennaio 2024     | 10 aprile 2024    |
| 2  | Lemur At Large                                    | Lemure in libertà                           | 9 gennaio 2024     | 10 aprile 2024    |
| 3  | Tree Trouble                                      | Problema albero                             | 10 gennaio 2024    | 10 aprile 2024    |
| 3  | Stuck In Space                                    | Bloccati nello spazio                       | 10 gennaio 2024    | 10 aprile 2024    |
| 4  | Antarctic Adventure                               | Avventura in Antartide                      | 11 gennaio 2024    | 10 aprile 2024    |
| 4  | Let It Snowball, Let It Snowball, Let It Snowball | Palle di neve, palle di neve, palle di neve | 11 gennaio 2024    | 10 aprile 2024    |
| 5  | Bubble Trouble                                    | Problemi di bolle                           | 12 gennaio 2024    | 24 luglio 2024    |
| 5  | Rainy River Run                                   | Il ruscello di pioggia                      | 12 gennaio 2024    | 24 luglio 2024    |
| 6  | The Rhino and the Goose                           | Rhino e l'oca                               | 19 gennaio 2024    | 24 luglio 2024    |
| 6  | Dog vs Cat                                        | Cane contro gatto                           | 19 gennaio 2024    | 24 luglio 2024    |
| 7  | Journey Through Zola                              | Viaggio attraverso Zola!                    | 26 gennaio 2024    | 24 luglio 2024    |
| 7  | Villaintines Day                                  | La Festa dei Cattivi!                       | 26 gennaio 2024    | 24 luglio 2024    |
| 8  | Now You See Me, Now You Don't                     | Adesso mi vedi, adesso non mi vedi          | 16 febbraio 2024   | 24 luglio 2024    |
| 8  | Meet Squirrel Girl                                | Ecco la Ragazza degli Scoiattoli            | 16 febbraio 2024   | 24 luglio 2024    |
| 9  | Car-Tastrophe                                     | La catastrofe dei veicoli                   | 23 febbraio 2024   | 24 luglio 2024    |
| 9  | Sandman and the Tortoise                          | Sandman e la tartaruga                      | 23 febbraio 2024   | 24 luglio 2024    |
| 10 | Tiny Car Caper                                    | La trasformazione delle auto                | 15 marzo 2024      | 24 luglio 2024    |
| 10 | Toothy Fairy Tricks                               | I trucchi della Fatina dei denti            | 15 marzo 2024      | 24 luglio 2024    |
| 11 | Picture Perfect Pandemonium                       | Pandemonio pittoresco                       | 12 aprile 2024     | 18 settembre 2024 |
| 11 | Catch That Panther Pod                            | Tecnologia in fuga                          | 12 aprile 2024     | 18 settembre 2024 |
| 12 | Iron Zola                                         | Iron Zola                                   | 26 aprile 2024     | 18 settembre 2024 |
| 12 | Aunt May's Birthday Blowout                       | La mongolfiera di zia May                   | 26 aprile 2024     | 18 settembre 2024 |
| 13 | Freeze, It's Dock Ock!                            | Il raggio gelante di Doc Ock!               | 10 maggio 2024     | 18 settembre 2024 |
| 13 | Go, Go, Jeff                                      | Forza, Jeff                                 | 10 maggio 2024     | 18 settembre 2024 |
| 14 | Zola's Novel Idea                                 | Un libro per Zola                           | 7 giugno 2024      | 18 settembre 2024 |
| 14 | Greatest Hits                                     | Invenzioni memorabili                       | 7 giugno 2024      | 18 settembre 2024 |
| 15 | Go Dino-Webs Go!                                  | Forza Dino-Ragni, forza                     | 2 agosto 2024      | 18 settembre 2024 |
| 15 | Ghost in the Museum                               | Un fantasma nello spazio                    | 2 agosto 2024      | 18 settembre 2024 |
| 16 | Grow Webs Grow                                    | Cresci pianta, cresci                       | 9 agosto 2024      | 18 settembre 2024 |
| 16 | Rio In Space                                      | Rio nello spazio                            | 9 agosto 2024      | 18 settembre 2024 |
| 17 | The Goblin and the Geyser                         | Goblin e il geyser                          | 16 agosto 2024     | 18 dicembre 2024  |
| 17 | Skeleton Stomp                                    | La marcia dello scheletro                   | 16 agosto 2024     | 18 dicembre 2024  |
| 18 | Fool's Gold                                       | L'oro degli sciocchi                        | 23 agosto 2024     | 23 ottobre 2024   |
| 18 | The Sundae Save                                   | Il salvataggio del Sundae                   | 23 agosto 2024     | 23 ottobre 2024   |
| 19 | Adventures in Fossil Hunting                      | Avventure a caccia di fossili               | 30 agosto 2024     | 23 ottobre 2024   |
| 19 | Lizard's Buggy Bonanza                            | L'abbondanza di insetti di Lizard           | 30 agosto 2024     | 23 ottobre 2024   |
| 20 | Odd Bot Team Up                                   | Strana alleanza tra robot                   | 27 settembre 2024  | 18 dicembre 2024  |
| 20 | The Lost King                                     | Il re perduto                               | 27 settembre 2024  | 18 dicembre 2024  |
| 21 | The Curse of the Corn Dog King                    | La maledizione del re dei Corn Dog          | 3 ottobre 2024     | 18 dicembre 2024  |
| 21 | Zola's Halloween Heist                            | La rapina di Halloween di Zola              | 3 ottobre 2024     | 18 dicembre 2024  |
| 22 | Too Many Zolas                                    | Ci sono troppi Zola                         | 11 ottobre 2024    | 23 ottobre 2024   |
| 22 | Electro's Glow Show                               | Lo spettacolo luminoso di Electro           | 11 ottobre 2024    | 23 ottobre 2024   |
| 23 | Robo-Spideys                                      | Robo-Spidey                                 | 1º novembre 2024   | 18 dicembre 2024  |
| 23 | Saber-Toothed Kitten                              | La gatta con i denti a sciabola             | 1º novembre 2024   | 18 dicembre 2024  |
| 24 | Tree House Takeover                               | La casa sull'albero                         | 8 novembre 2024    | 18 dicembre 2024  |
| 24 | The Incredible Shrinking Zola                     | L'incredibile, piccolo Zola                 | 8 novembre 2024    | 18 dicembre 2024  |
| 25 | Moon Girl and the Dino Dilemma                    | Moon Girl e il dilemma del dinosauro        | 15 novembre 2024   | 12 marzo 2025     |
| 25 | Hulk's Squirrely Switch                           | Lo scambio scoiattoloso di Hulk             | 15 novembre 2024   | 12 marzo 2025     |
| 26 | A Snow Day for Aunt May                           | Una giornata di neve per la zia May         | 3 dicembre 2024    | 12 marzo 2025     |
| 26 | Hanukkah Heist                                    | Furto di Hanukkah                           | 3 dicembre 2024    | 12 marzo 2025     |
| 27 | Tricky Tricky Trapster                            | Furba, furba, Trapster                      | 17 gennaio 2025    | 12 marzo 2025     |
| 27 | Tractor Beam Trouble                              | I guai del raggio traente                   | 17 gennaio 2025    | 12 marzo 2025     |
| 28 | The Campout Mystery                               | Il mistero del campeggio                    | 14 febbraio 2025   | 12 marzo 2025     |
| 28 | Gobby's Metal Menace                              | La minaccia metallica di Gobby              | 14 febbraio 2025   | 12 marzo 2025     |
| 29 | Dinosaurs on the Loose                            | Dinosauri in libertà                        | 14 marzo 2025      | 12 marzo 2025     |
| 29 | WEB-STER'S Big Bad Bug                            | Il bug malvagio di WEB-STER                 | 14 marzo 2025      | 12 marzo 2025     |
| 30 | Groundhog's Day Out                               | Il Giorno della Marmotta                    | 11 aprile 2025     | 12 marzo 2025     |
| 30 | Ploofy Power                                      | Il potere dei Ploofy                        | 11 aprile 2025     | 12 marzo 2025     |